# Caloplaca pygmaea
Caloplaca pygmaea är en lavart som beskrevs av Wetmore. Caloplaca pygmaea ingår i släktet orangelavar och familjen Teloschistaceae.   Inga underarter finns listade i Catalogue of Life.